# Аеро-клуб Ниш
Аеро-клуб Ниш (скраћено АКН), основан је као градска друштвена организација, по завршетку Другог светског рата, крајем 1946. године са циљем да, да настави традицију и оживи спортско ваздухопловство у Нишком крају. АКН је био претеча оснивања Ваздухопловног савез Србије и Ваздухопловног савеза Југославије, као друштвене организација, чији је рад био одобрен од стране органа унутрашњих послова ФНРЈ решењем број 10538/48 од 14. јуна 1948. године. Спортско ваздухопловно друштво у Нишу формирано је 18. маја 1947. године на првој оснивачкој скупштини Друштва у сали Дома армије (данас хотел и биоскоп „Парк“), у оквиру организације Народне технике. У првим послератним годинама у оквиру организације Народне технике два најзначајнија друштва у Нишу била су Ваздухопловно и Ауто-мото друштво (АМД). Ваздухопловно је било бројније од АМД и по броју чланова било је испред ваздухопловних друштава из Београда и Новог Сада 1948. године.

## Називи
Спортско ваздухопловно друштво у Ниш — АК „Мија Станимировић“ Ниш — Аеро-клуба Ниш

## Предисторија
Крајем октобра 1921. године у Београду, у кафани „Код белог орла“ основан је „Српски аеро-клуб“ од војних ваздухопловних ветерана са Солунског фронта. Незнатно касније, 14. маја 1922. године регистрован је аероклуб под називом Аеро-клуб Краљевине СХС «Наша крила», да би коначно 1935. године добио назив Краљевски Југословенски Аероклуб „Наша крила“, који је носио све до избијања Другог светског рата у Југославији.
На иницијативу чланова Средишњег управног одбора Краљевског Аеро-клуба „Наша крила“ из Београда, у првој половини 1927. образован је у Нишу Обласни одбор (OO) АК „НК“, који је покривао делатност АК на целој територији ондашње нишке области, а формирањем Моравске бановине и на њеној територији. Новоосновани ОО АК одмах је и у самом Нишу формирао Месни одбор АК „НК“ (Аеро-клуб (АК) Ниш).
У периоду између два светска рата, ОО АК „Наша крила“ у Нишу формирао је 18 месних одбора, 14 ђачких подмладака, велики број моделарских радионица са преко 400 моделара, две једриличарске групе „Синђелић“ у Нишу и „Орао“ у Зајечару и једну једриличарску школу код Корвинграда, више аеродана и аеромитинга и неколико хиљада ваздушних сатим летења.
Пред почетак Другог светског рата, и окупације Југославије, са четири авиона и десетак једрилица у свом летачком парку  ОО АК „Наша крила“ у Нишу  је  расформиран.

## Историја
Заслугом Окружног фискултурног одбора из Ниша свој први скуп, почетком јануара 1947. године одржао је иницијативни одбор спортског ваздухопловног друштва, за популарисање моделарства и једриличарства, на конститутивној седници одржаној у сали ондашњег Дома армије (биоскопска сала хотела „Парк“ у Нишу). да би средином марта 1947. године, почела је са радом моделарска, а потом и једриличарска секција која је, на поклон добила две једрилице од тадашњег републичког одбора, које су биле важне за почетак рада већ планиране једриличарске школе у лето 1947. код Корвинграда.
У 1948. години, као четврто друштво по испуњењу плана на ранг-листи ваздухопловних друштава Србије, ваздухопловно друштво у Нишу добило је на оснивачкој скупштини Ваздухопловног савеза Србије комплетну моделарску радионицу, која је кратко трајала, јер су приликом велике поплаве Ниша радионица и остали алат уништени.
Када је Ваздухопловни савез Југославије одлуком свог Првог конгреса (одржаног од 20. до 22. маја 1953) организационо изашао из оквира Народне технике, по аутоматизму и АК „Ниш“ у стручном и организацијском погледу потчинио се само Ваздухопловном савезу Србије, а у финансијском смислу ослањао се на тадашњу општину Ниш и нишка предузећа.
Крајем децембра 1959. године, АК „Ниш“ је на територији општине Ниш и околним селима оформљено 16 клубова селенита са 171 ескадрилом и 3.191 чланом, који су израђивали разне клизаче, змајеве, балоне и макете разних других модела и учествовали на разним такмичењима у Југославији.
Падобранска школа
Падобранска школа са скакањем, почела је са радом 1949. године. Падобрански скокови су у прво време обављани по тачно утврђеном „реду летења“ ВСС, који је војним транспортним авионом Јункерс ЈУ-52 обилазио аероклубове по Србији и вршио избацивање спортских падобранаца.
Аеронаутичка секција
У аероклубу „Ниш“ секција за астронаутику и ракетно моделарство почела је са радом 1963. године, а њен оснивач и дугогодишњи управник био је машински инжењер Александар Стојановић, члан аероклуба од  1947. године.
Промена имена
Маја месеца 1976. године АК „Ниш“ променио је име у АК „Мија Станимировић“ у знак сећања на Нишлију, народног хероја Мију Станимировића, предратног члана једриличарске секције предратног аеро-клуба.

## Активности
Клуб је у свом послератном вишедеценијском раду обучио око 1.600  падобранаца, 200  једриличара, око 170 моторних пилота и више хиљада моделара.  Међу више председника АК у послератном периоду, вредно је истаћи пилота и инструктора Милинковић Сергија Сашу и пуковника авијације Милоша Богдановића.
Основна и вишедеценијска делатност АК огледала се у ваздухопловном и ваздухопловно-техничком образовању својих чланова и осталих заинтересованих грађана, као и у популаризацији ваздухопловства и његове примене у практичне сврхе. Ова делатност се одвијала кроз разна предавања, теоријске и практичне курсеве и обуке селенита (ваздухопловног подмлатка), авио и касније ракетних моделара, пилота једриличара, спортских падобранаца као и у обуци и тренажи спортских моторних пилота.

## Престанак рада и постојања
Аеро-клуб у Нишу је радио и успешно обављао своју основну делатност, од 1946. године до средине 1990-их година. Након НАТО агресије на СР Југославију 1999. године, настају бројни проблема у раду АКН, тако да се од 2002. године, његове активности постепено гасе, да би, на велику жалост свих искрених заљубљеника у ваздушне висине и ентузијаста, престао са радом 2004. године.

## Ваздухоплови АК Ниш
АК Ниш је у свом раду користио разне типове авиона нпр. „ПО-2“, „Курир“, „Тројка“, „Аеро-2, „Аеро-3“, „Утва 75“, као и једрилице „Врабац“, „Цеглинг“, „Бланик“, Вук Т“, „делфин“, „тренр“ и др.
| Тип ваздухоплова | Слика | Напомене |
| ---------------- | ----- | --- |
| Поликарпов По-2  |       | У Ваздухопловном савезу Југославије, па тако и у Аер-клубу Ниш, По-2 је био у употреби од 1951. године па до краја седамдесетих година 20. века |
| Аеро-2           |       | Један од ових авион који је у Ратном ваздухопловству Југославије коришћен до краја 50. тих година за основну обуку војних пилота, је наставили да се користи у Аеро-кулбу Ниш. Као једна од „летећа клупа“ југословенског послератног ваздухопловства, он је доследно заменио свога предратног претнодника Физир ФН, који је коришћен и у Обласном одбору аеро-клуба Наша крила у Нишу, до 1941. године. |
| Утва Тројка      |       | Авион (рег. број 0756), у исправном стању, 5. јуна 1959. године предат је Градском савету пионира – Пионирском дому у Нишу (који се онда налазио у нишкој Тврђави у данашњем објекту ЈКП „Горица“), са циљем да се користити за наставу као учило и играчка за децу. |
| Икарус Курир     |       | |
| Утва 75          |       | |

Ika 015.jpg